# بلیت لاتاری
بلیت لاتاری (به فرانسوی: Un Billet de loterie) که در فارسی به نام‌های جایزه بزرگ و شانس بزرگ نیز شناخته می‌شود، داستانی‌ست ماجراجویانه، نوشته ژول ورن نویسنده علمی-تخیلی فرانسوی که برخی او را به حق پدر ادبیات علمی-تخیلی خوانده‌اند. در آمریکا این رمان با نام بلیط شماره ۹۶۷۲ (به انگلیسی: Ticket No. "9672") هم منتشر شده‌است.